# Revelstoke-Slocan (circonscription britanno-colombienne)
Pour les articles homonymes, voir Revelstoke et Slocan.
Circonscription électorale provinciale du Canada
Revelstoke-Slocan est une ancienne circonscription provinciale de la Colombie-Britannique représentée à l'Assemblée législative de la Colombie-Britannique de 1966 à 1979.

## Géographie
Le territoire de la circonscription est maintenant représenté par Nelson-Creston.

## Liste des députés
| Législature                                                                   | Années                                                                        | Député                                                                        | Député                                                                        | Parti                                                                         |
| Revelstoke-Slocan Nouvelle circonscription, voir : Revelstoke et Kaslo-Slocan | Revelstoke-Slocan Nouvelle circonscription, voir : Revelstoke et Kaslo-Slocan | Revelstoke-Slocan Nouvelle circonscription, voir : Revelstoke et Kaslo-Slocan | Revelstoke-Slocan Nouvelle circonscription, voir : Revelstoke et Kaslo-Slocan | Revelstoke-Slocan Nouvelle circonscription, voir : Revelstoke et Kaslo-Slocan |
| ----------------------------------------------------------------------------- | ----------------------------------------------------------------------------- | ----------------------------------------------------------------------------- | ----------------------------------------------------------------------------- | ----------------------------------------------------------------------------- |
| 28e                                                                           | 1966–1968                                                                     |                                                                               | Randolph Harding                                                              | Néo-démocrate                                                                 |
| 28e                                                                           | 1968-1969                                                                     |                                                                               | William Stewart King                                                          | Néo-démocrate                                                                 |
| 29e                                                                           | 1969–1972                                                                     |                                                                               | Burton Peter Campbell                                                         | Créditiste                                                                    |
| 30e                                                                           | 1972–1975                                                                     |                                                                               | William Stewart King                                                          | Néo-démocrate                                                                 |
| 31e                                                                           | 1975–1979                                                                     |                                                                               | William Stewart King                                                          | Néo-démocrate                                                                 |
| Circonscription remplacée par Shuswap-Revelstoke                              |                                                                               |                                                                               |                                                                               |                                                                               |